# Xenotilapia ochrogenys
Xenotilapia ochrogenys — вид риб родини цихлових, знайдений у Бурунді, Конго, Танзанії і Замбії. Довжина дорослої особини сягає 11 см. Середовищем проживання виду є прісноводне озеро Танганьїка, де він є ендеміком.